# 奥尔诺拉克于萨莱班
奥尔诺拉克于萨莱班（法語：Ornolac-Ussat-les-Bains）是法国阿列日省的一个市镇，位于该省南部，属于富瓦区。该市镇的总面积为11.99平方公里，2009年时的人口为236人。

## 人口
奥尔诺拉克于萨莱班人口变化图示
| 数据来源：INSEE |